# Monocoryne bracteata
Monocoryne bracteata är en nässeldjursart som först beskrevs av John Fraser 1941.  Monocoryne bracteata ingår i släktet Monocoryne och familjen Candelabridae. Inga underarter finns listade i Catalogue of Life.